# Myzus cerasi
Myzus cerasi är en insektsart som först beskrevs av Fabricius 1775.  Myzus cerasi ingår i släktet Myzus och familjen långrörsbladlöss. Arten är reproducerande i Sverige.

## Underarter
Arten delas in i följande underarter:
- M. c. cerasi
- M. c. umefoliae

## Bildgalleri

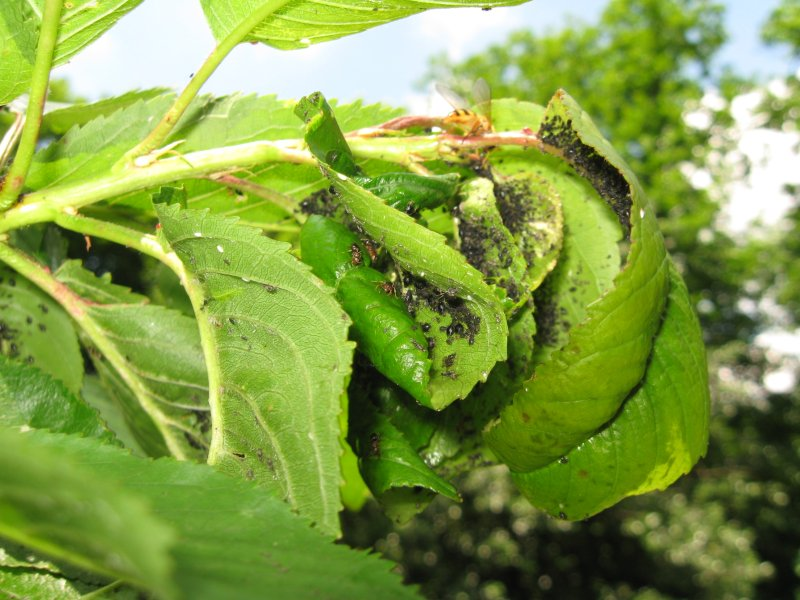